# Vincenzo Zaccheo

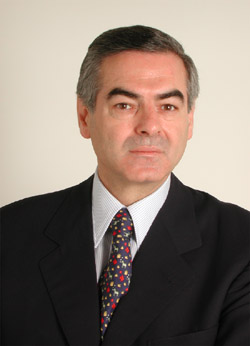
Vincenzo Zaccheo

Vincenzo Zaccheo (nascido em 10 de maio de 1947) é um político italiano que serviu como deputado (1994–2006) e prefeito de Latina (2002–2010).